# Francisco de Zurbarán
Francisco de Zurbarán (ur. 1598 w Fuente de Cantos w Estremadurze, ochrzczony 7 listopada tego roku; zm. 27 sierpnia 1664 w Madrycie) – hiszpański malarz epoki baroku, przedstawiciel caravaggionizmu oraz szkoły sewilskiej w malarstwie hiszpańskim.

## Życiorys
Był Baskiem, synem rolników (ojciec Luis Zurbarán, matka Isabel Marquet). Ojciec wysłał go w dzieciństwie do szkoły, prowadzonej przez Juana de Roelasa w Sewilli. Szybko wyrobił sobie dobrą opinię, pomimo że w Sewilli niemało było wówczas innych doskonałych malarzy.
Początkowo kopiował prace Caravaggio, w swych oryginalnych pracach pozostawał wciąż pod jego wpływem, zyskując sobie miano "hiszpańskiego Caravaggia". Jego mistrzem był Jusepe de Ribera. W 1619 roku wrócił do Llereny, gdzie wykonywał liczne obrazy ołtarzowe i wotywne. Od swego drugiego nauczyciela przejął styl światłocieniowego malarstwa Francisca de Herrery. W 1626 roku wykonał 21 obrazów dla klasztoru San Pablo el Real dominikanów w Sewilli, które przyniosły mu sławę. W statycznej ociężałości stoją one na przeciwległym biegunie zmysłowego stylu Ribery. W 1628 roku powstały Sceny z życia S. Pedro Nolasco oraz 5 wizerunków mnichów dla klasztoru mercedariuszy w Sewilli (Królewska Akademia Sztuk Pięknych św. Ferdynanda, Madryt).
Cała twórczość malarza, poza martwymi naturami, powstała w służbie Kościoła i kontrreformacji. Wśród prac Zurbarána najliczniejsze są sceny religijne, ale nie brak też martwych natur (Martwa natura z pomarańczami i cytrynami), scen batalistycznych (Zwycięstwo pod Kadyksem) i mitologicznych (Prace Herkulesa). W 1634 roku Zurbarán został nadwornym malarzem Filipa IV. Zlecono mu dekorację Salonu Królestw w nowo zbudowanym pałacu Buen Retiro. Zurbarán namalował tam dwie bitwy, np. Zwycięstwo pod Kadyksem i 10 scen z czynami Herkulesa. Jednocześnie powstały pierwsze martwe natury, np. Martwa natura z cytrynami, pomarańczami i różą (1633), spokojna, doskonale zbudowana kompozycja o wyśmienitym oddaniu materii. Korzystając z elementów caravaggionizmu oraz wątków narodowego malarstwa hiszpańskiego, doprowadził je do punktu, który pozwolił Velazquezowi nadać mu światową rangę.
W 1658 roku malarz wrócił do Madrytu. Wzrastająca popularność Murilla zmusiła artystę do współzawodniczenia z jego miękką, płynną ekspresją. Święci z ostatnich obrazów porzucili wyraz ascezy, stali się bardziej romantyczni, a Madonny upodobniły się do włoskich pierwowzorów. Zurbarán pozostał wprawdzie przy swoim realizmie, ale wzrastające znaczenie koloru i trójwymiarowości brył w jego obrazach pokazuje, ile zdołał adaptować z włoskich mistrzów, np. Adoracja pasterzy, 1638, Musée de Grenoble).
W połowie lat 30. Zurbarán uwolnił się od ostrych kontrastów światłocienia. W 1635 artysta ponownie przebywał w Sewilli i rozpoczął niezwykle pracowitą i pełną sukcesów dekadę, pracując dla wielu kościołów i klasztorów południowo-zachodniej Hiszpanii. W roku 1636 powstała m.in. wielka seria wizerunków świętych kobiet dla szpitala św. Krwi, dziś rozproszonych w licznych muzeach całego świata, np. Święta Apolonia (Luwr, Paryż). Malował także serie obrazów dla świątyń w hiszpańskich koloniach w Ameryce, eksportując je poprzez rodzinę żony, osiadłą w Peru. Miał jednak kłopoty z uzyskaniem za nie zapłaty.
Był trzykrotnie żonaty, doczekał się szesnaściorga dzieci.
W zbiorach polskich muzeów znajdują się co najmniej dwa obrazy Zurbarána: Madonna Różańcowa adorowana przez kartuzów – Galeria Malarstwa i Rzeźby Muzeum Narodowego w Poznaniu i Chrystus przy kolumnie – Muzeum Narodowe we Wrocławiu

Dzieła Francisca de Zurbarána
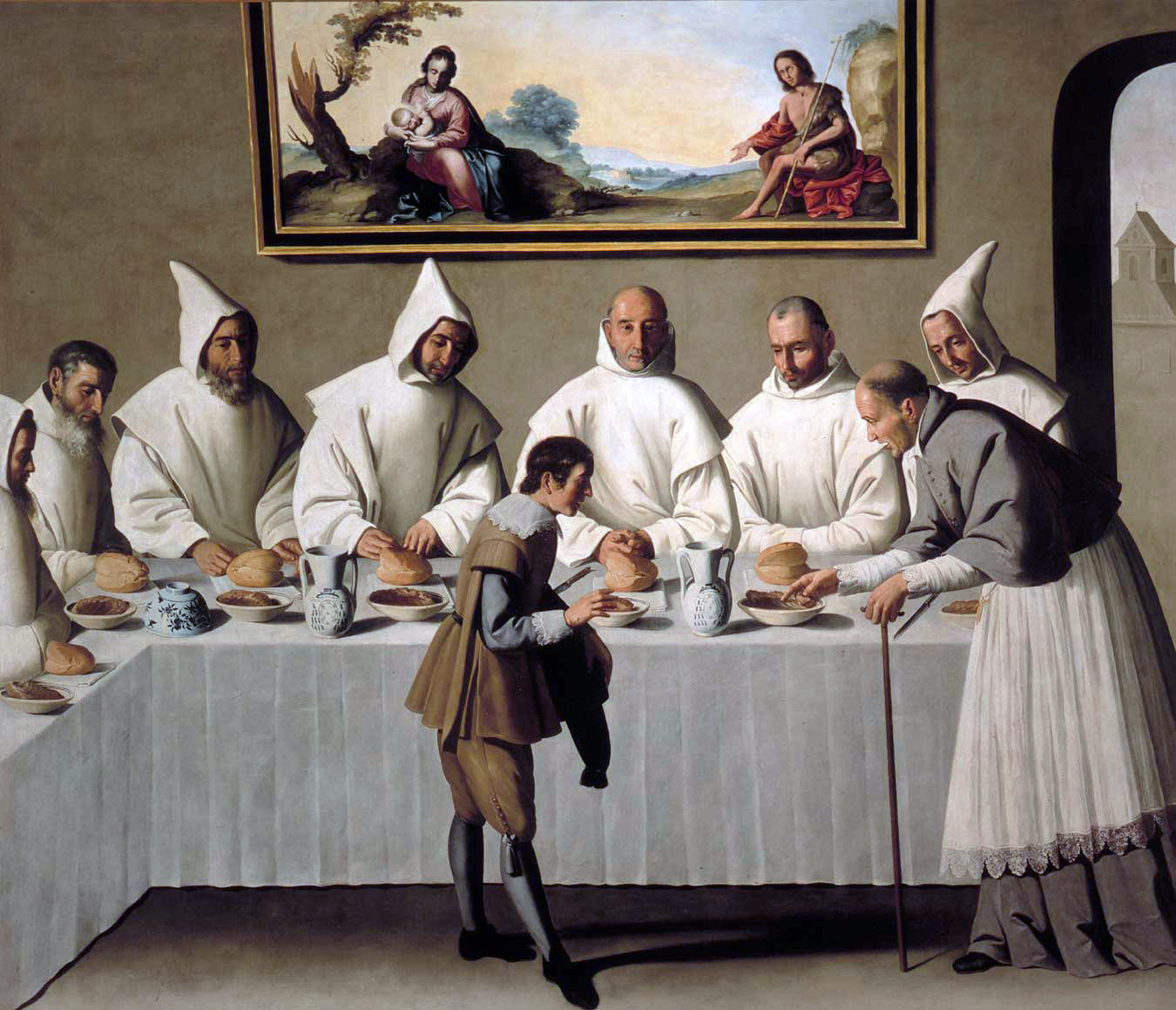
Święty Hugon w refektarzu kartuzów (1630-1635), Muzeum Sztuk Pięknych w Sewilli
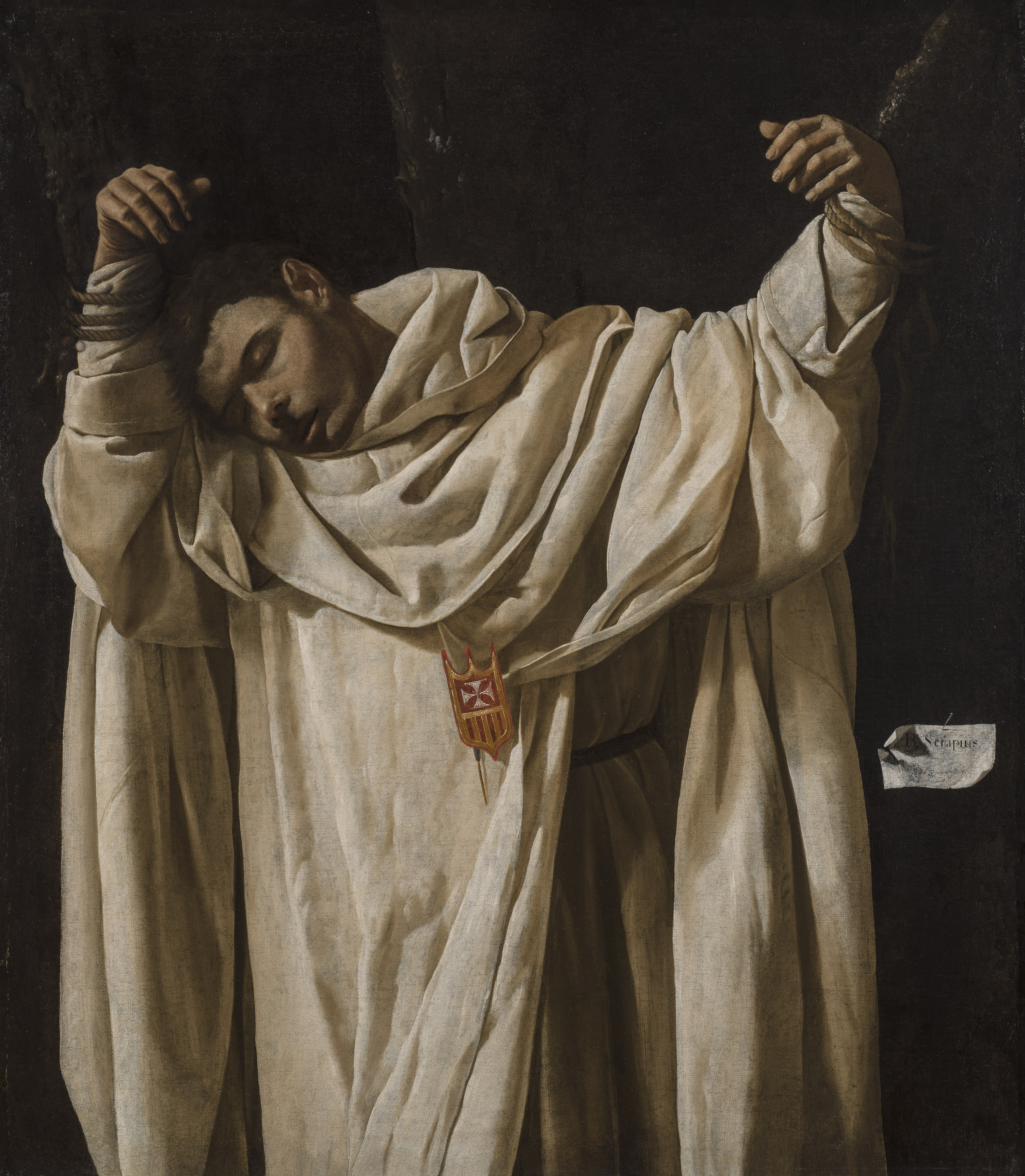
Św. Serapion (1628), Wadsworth Atheneum Hartford
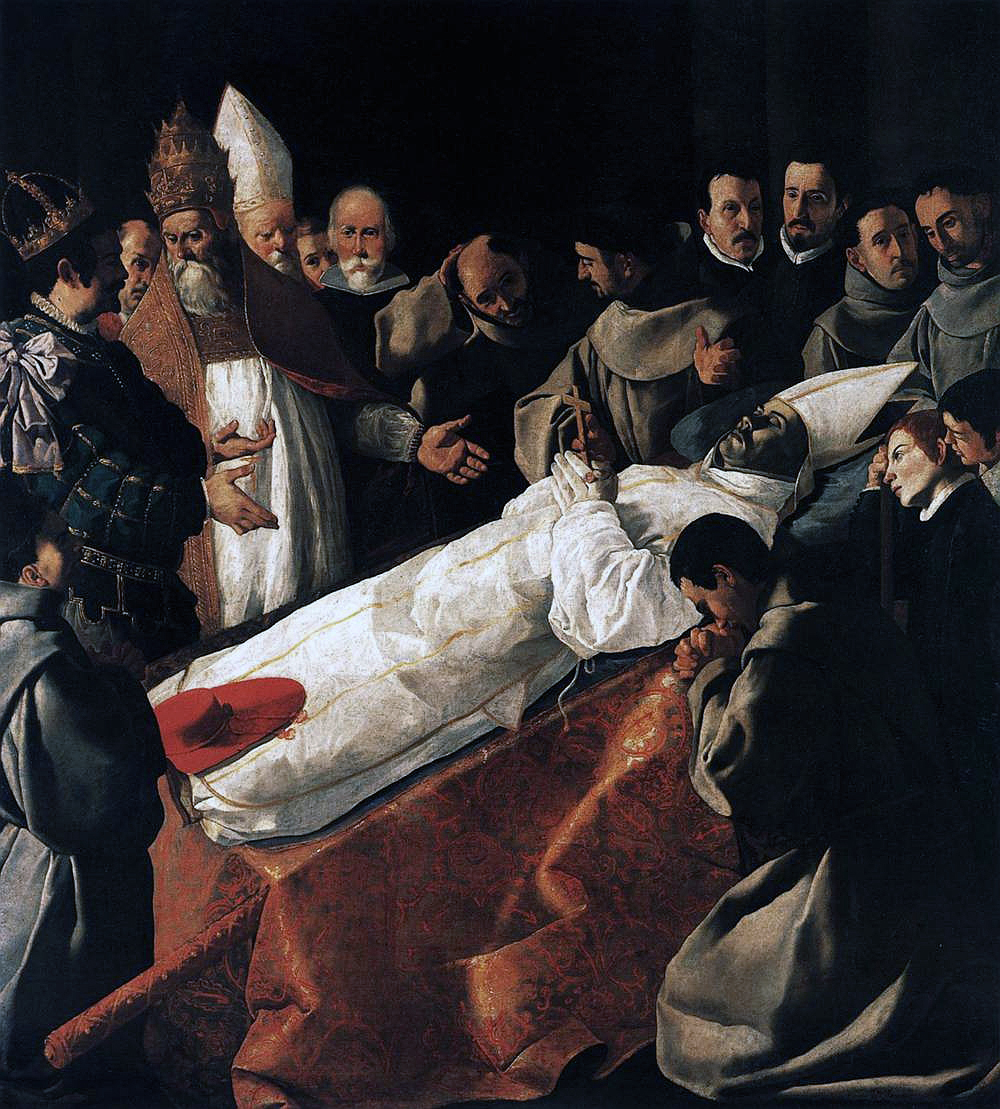
Wystawienie ciała św. Bonawentury (1629), Luwr Paryż
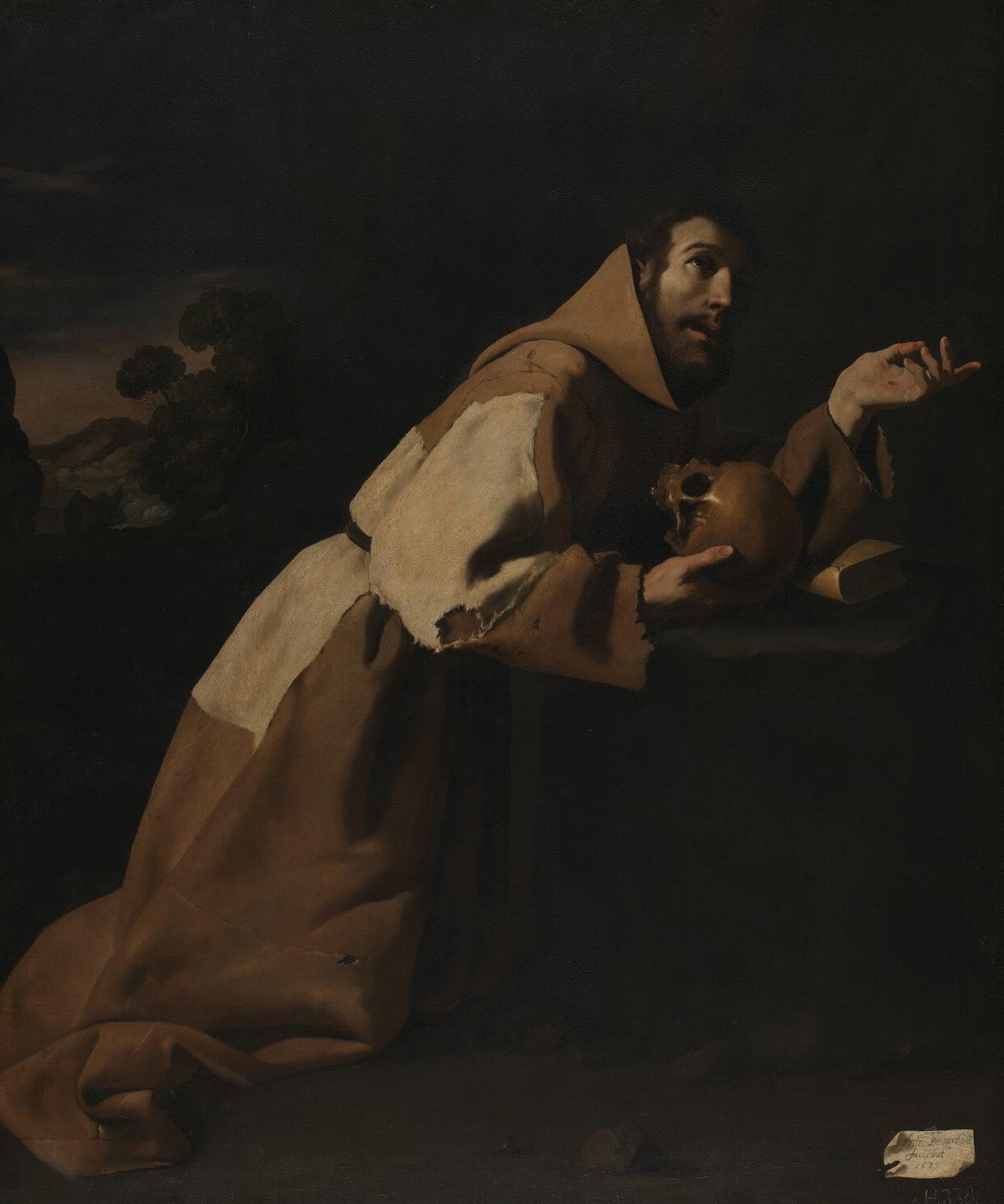
Święty Franciszek w medytacji (1635), National Gallery w Londynie
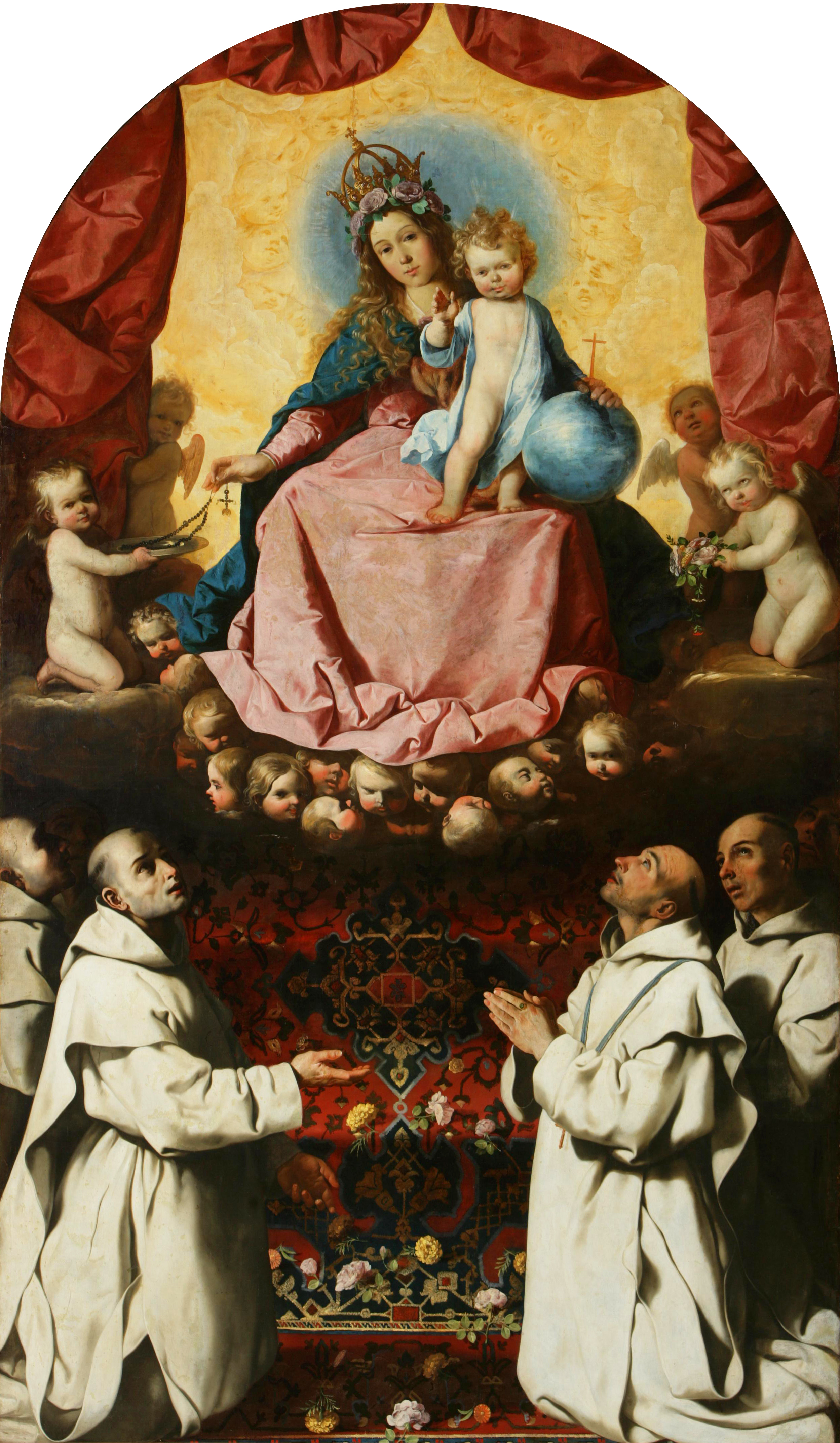
Madonna Różańcowa adorowana przez Kartuzów (1637–1639), Muzeum Narodowe w Poznaniu

## Dzieła artysty

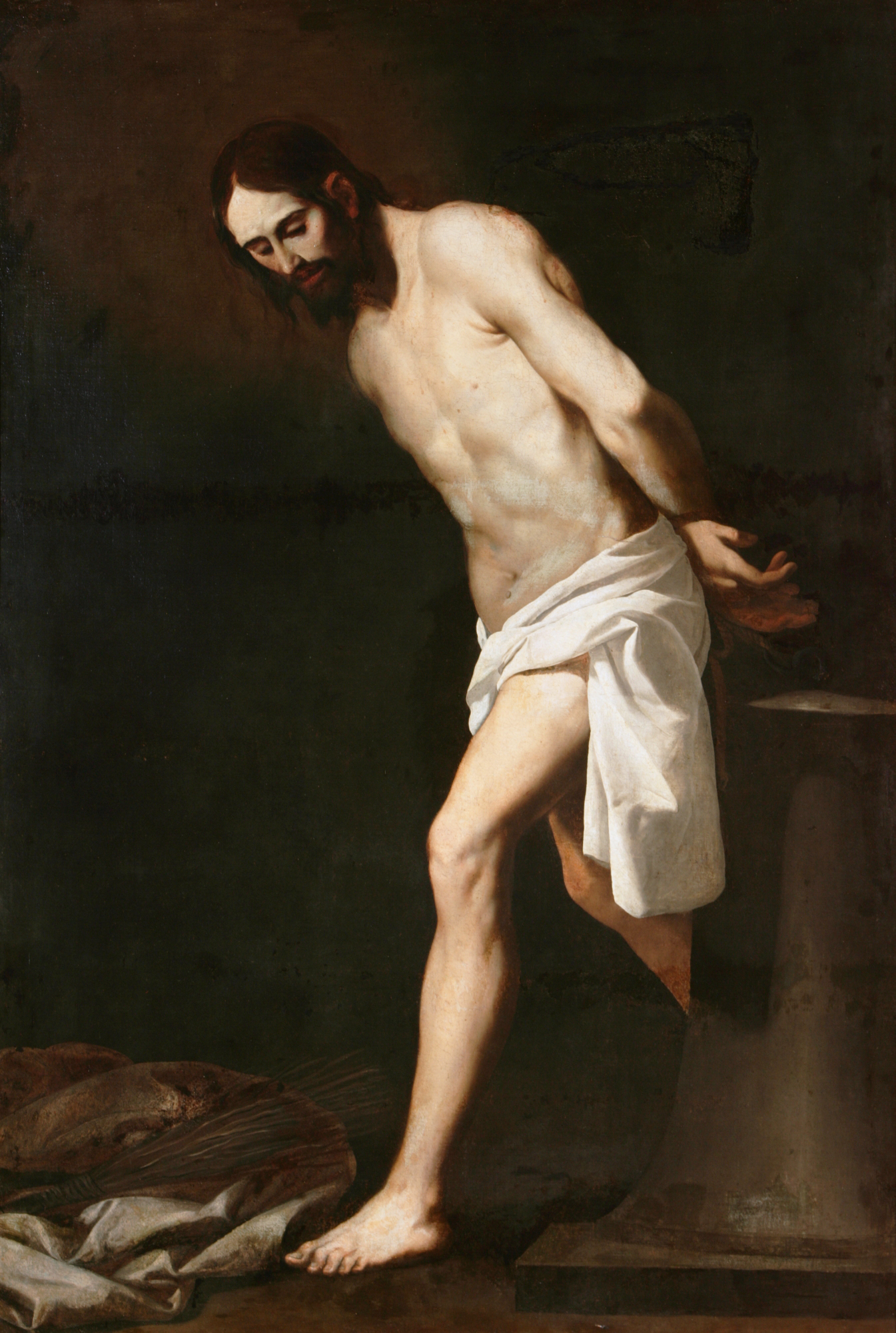
Chrystus przy kolumnie (1661), Muzeum Narodowe we Wrocławiu

- Adoracja pasterzy – 1638, Musée de Grenoble, Grenoble
- Chrystus przy kolumnie – 1661, olej na płótnie 179 × 123 cm, Muzeum Narodowe we Wrocławiu
- Chrystus podnoszący swoje szaty – 1661, olej na płótnie 167 × 107 cm, Kościół św. Jana Chrzciciela w Jadraque
- Jezus z Matką w domu w Nazarecie - 1630, olej na płótnie 165 x 218,2 cm, Cleveland Museum of Art, Ohio
- Madonna Różańcowa adorowana przez kartuzów –  1637 – 1639, olej na płótnie 179 × 123 cm, Galeria Malarstwa i Rzeźby Muzeum Narodowego w Poznaniu
- Martwa natura – 1632–1642, olej na płótnie 46 × 84 cm Prado, Madryt
- Martwa natura z filiżanką – 1633
- Martwa natura z cytrynami, pomarańczami i różą – 1633, olej na płótnie 60 × 107 cm, Norton Simon Museum, Pasadena
- Niepokalane poczęcie –  1630 – 1635, olej na płótnie 139 × 104 cm, Prado, Madryt
- Objawienie apostoła Piotra przed świętym Piotrem Nolasco – 1629, olej na płótnie 179 × 233 cm, Prado, Madryt
- Sceny z życia S. Pedro Nolasco
- Św. Serapion –  1628, olej na płótnie 120 × 103 cm,  Wadsworth Atheneum Hartford
- Święta Agata  –  1630 – 1633, olej na płótnie 127 × 60 cm, Musée Febre w Montpellier
- Święta Apolonia – Luwr, Paryż
- Święta Kasylda –  ok. 1635, olej na płótnie 184 × 90 cm, Prado, Madryt
- Święta Małgorzata –  1635-1640, olej na płótnie 163 × 105 cm, National Gallery w Londynie
- Święty Franciszek w medytacji –  1635, olej na płótnie 162 × 137 cm, National Gallery w Londynie
- Święty Franciszek medytujący –  ok. 1635, olej na płótnie 93,3 × 68,6 cm, Timken Museum of Art, San Diego
- Święty Wawrzyniec –  1636-1639, olej na płótnie 292 × 225 cm, Ermitaż
- Święty Hugon w refektarzu kartuzów –  1630-1635, olej na płótnie 262 × 307 cm, Muzeum Sztuk Pięknych w Sewilli
- Wizja niebiańskiej Jerozolimy –  1629, olej na płótnie 179 × 233 cm, Prado, Madryt
- Wystawienie ciała św. Bonawentury –  1629, olej na płótnie 250 × 225 cm, Luwr, Paryż
- Zwycięstwo pod Kadyksem
- Najświętsza Maria Panna jako śpiąca dziewczynka –  ok. 1630-1635, Katedra Zbawiciela w Jerez de la Frontera
- 5 wizerunków mnichów dla klasztoru mercedariuszy w Sewilli – Królewska Akademia Sztuk Pięknych św. Ferdynanda, Madryt
- 10 scen z czynami Herkulesa
  - Herkules walczący z lwem nemejskim
  - Zgładzenie hydry lernejskiej
  - Schwytanie byka kreteńskiego
  - Walka Heraklesa z Anteuszem
  - Schwytanie dzika erymantejskiego
  - Oczyszczenie Stajni Augiasza
  - Pojmanie Cerbera
  - Rozdzielenie gór Kalpe i Abyla
  - Zabicie olbrzyma Geriona
  - Śmierć Herkulesa – 1635, olej na płótnie 136 × 167 cm, Prado, Madryt